# 新南威爾士州鐵路
新南威爾斯州鐵路，中文簡稱新州鐵路，是澳洲新南威爾斯州政府的鐵路及城際巴士營運機構，負責營運所有來往悉尼及其周邊地區，以及來往悉尼與新南威爾士州各城市和跨州至布里斯本、坎培拉與墨爾本的客運列車及城際巴士服務。城市鐵路於2013年6月30日終止運作，其悉尼市區及近郊的客運列車服務由新成立的營運機構Sydney Trains營運，而悉尼周邊地區的客運列車服務則由新州鐵路營運。同時，新州鐵路也接手CountryLink的跨州列車及城際巴士服務。
新南威爾士州的鐵路系統由兩個機構負責：其中一個就是新州鐵路，負責營運城際線和區域及跨州線；另外一個機構則是悉尼列車，負責營運悉尼市區及近郊線（只在雪梨的範圍內營運鐵路）。
現時悉尼列車和新州鐵路的城際線採用澳寶卡（Opal Card）無接觸式電子收費系統。

## 歷史
- 2012年5月，交通部長宣佈對新南威爾士州鐵路局（RailCorp）進行重組[1]。原由城鐵營運的雪梨市區及近郊路線（寶路華站、鴯鶓地站、麥嘉特站及瀑布站以内）在2013年7月1日由雪梨城鐵轉由新成立的Sydney Trains機構營運。而城際路線則由新組成的新州鐵路（NSW TrainLink）營運。[2]
- 2013年4月，新州鐵路新標誌正式亮相[3]。
- 2013年7月1日，新州鐵路成立並開始營運新南威爾斯州城際和區域及跨州路線，取代城市鐵路與CountryLink。
- 2016年8月1日，新州鐵路的遠郊線停售所有紙車票，但當日淩晨過後，部分售票機仍有售賣紙車票。城際線的紙車票則沒有改變。

## 鐵路網絡
新南威爾斯州鐵路的網絡分為城際服務（Intercity）和區域及跨州服務（Regional）。城際服務以通勤形式來往悉尼及其周邊地區，可使用澳寶卡，座位不設預約。區域及跨州服務提供來往悉尼與新南威爾斯州各城市及跨州的客運服務，使用獨立的預約票務系統。

### 城際服務

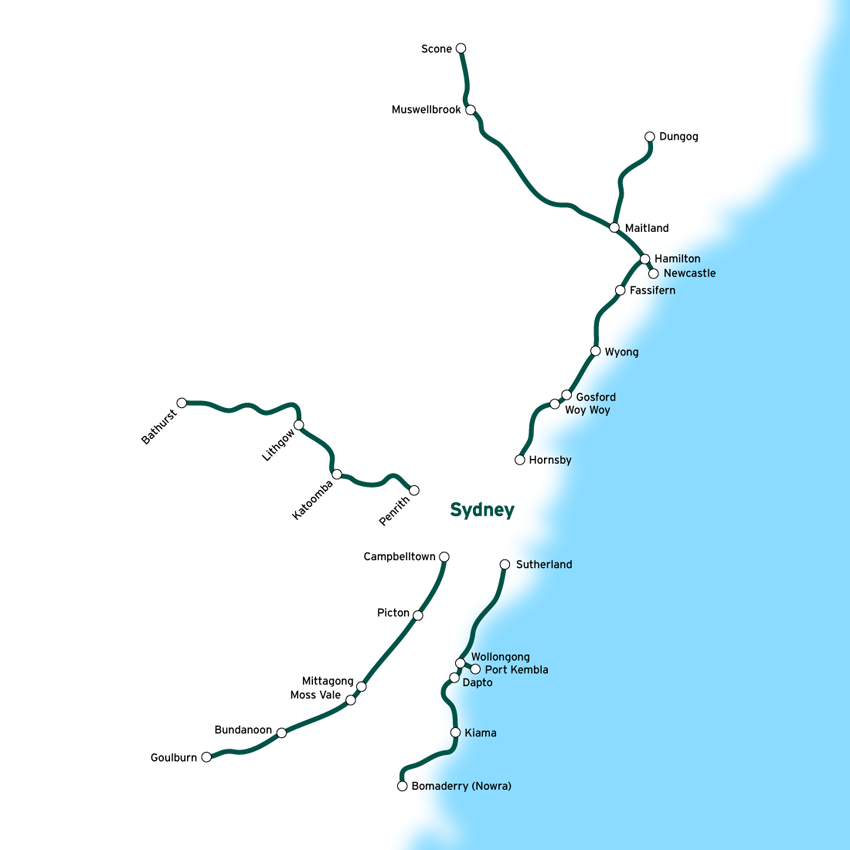
新州鐵路城際線網絡（不包括雪梨近郊的路線）

城際服務營運在悉尼對外約200公里的範圍之內，北至敦哥格，西北至司康，西至巴瑟斯特，西南至古爾本和南至博馬德里。

#### 鐵路服務
| 英文路線                       | 中文路線         | 服務區域                                           |
| ------------------------------ | ---------------- | -------------------------------------------------- |
| Blue Mountains Line            | 藍山線           | 中央車站 - 卡通巴 - 維多利亞山 - 利斯戈 - 巴瑟斯特 |
| Central Coast & Newcastle Line | 中海岸及紐卡素線 | 中央車站 - 紐卡素                                  |
| Hunter Line                    | 獵人谷線         | 紐卡素 - 敦哥格 或 司康                            |
| South Coast Line               | 南海岸線         | 邦代a - 中央車站 - 博馬德里 或 肯布拉港            |
| Southern Highlands Line        | 南高地線         | 中央車站b - 金寶鎮 - 古爾本                        |

^a  只限於部分繁忙時間及大部分週末班次
^b  只限於部分繁忙時間班次

#### 巴士服務
新州鐵路營運數條巴士路線接駁鐵路服務：
- 臥龍崗 至 莫斯維爾 或 邦達努(r)
- 莫斯維爾 至 古爾本
- 皮克頓 至 鮑勒爾（只限平日）

^(r)  座位須預約

### 區域及跨州服務

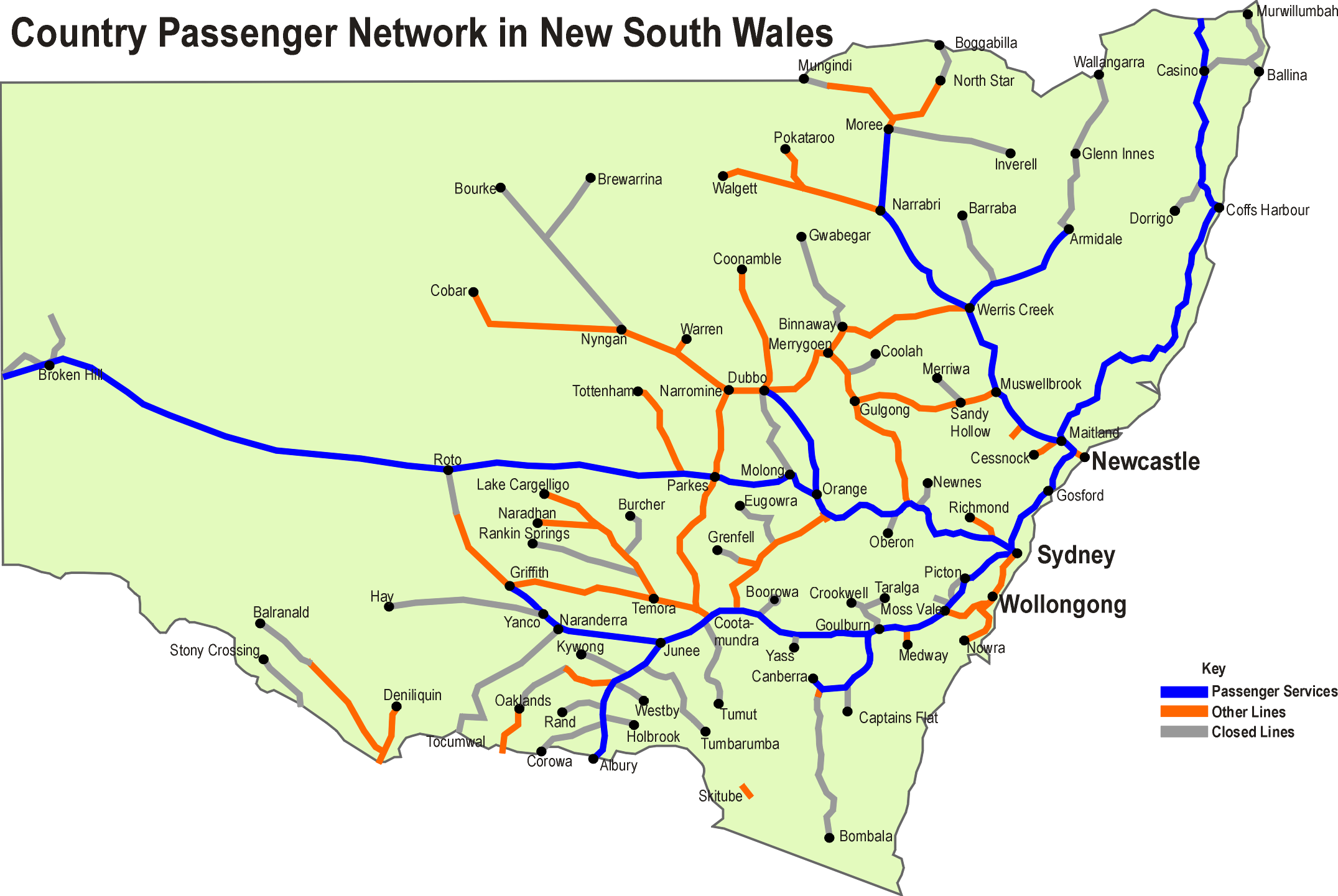
新州鐵路區域及跨州線網絡（藍色路線）

新州鐵路營運遍及新南威爾斯州和跨州至布里斯本、坎培拉與墨爾本。
| 英文路線         | 中文路線 | 服務區域                                          |
| ---------------- | -------- | ------------------------------------------------- |
| North Coast Line | 北岸線   | 中央車站 - 布里斯本羅馬街站                       |
| North West Line  | 西北線   | 中央車站 - 阿米代爾 或 莫里                       |
| Western Line     | 西線     | 中央車站 - 德寶 或 布羅肯山                       |
| Southern Line    | 南線     | 中央車站 - 墨爾本南十字車站 或 坎培拉 或 格里菲斯 |

### 城際巴士服務

城際巴士圖示

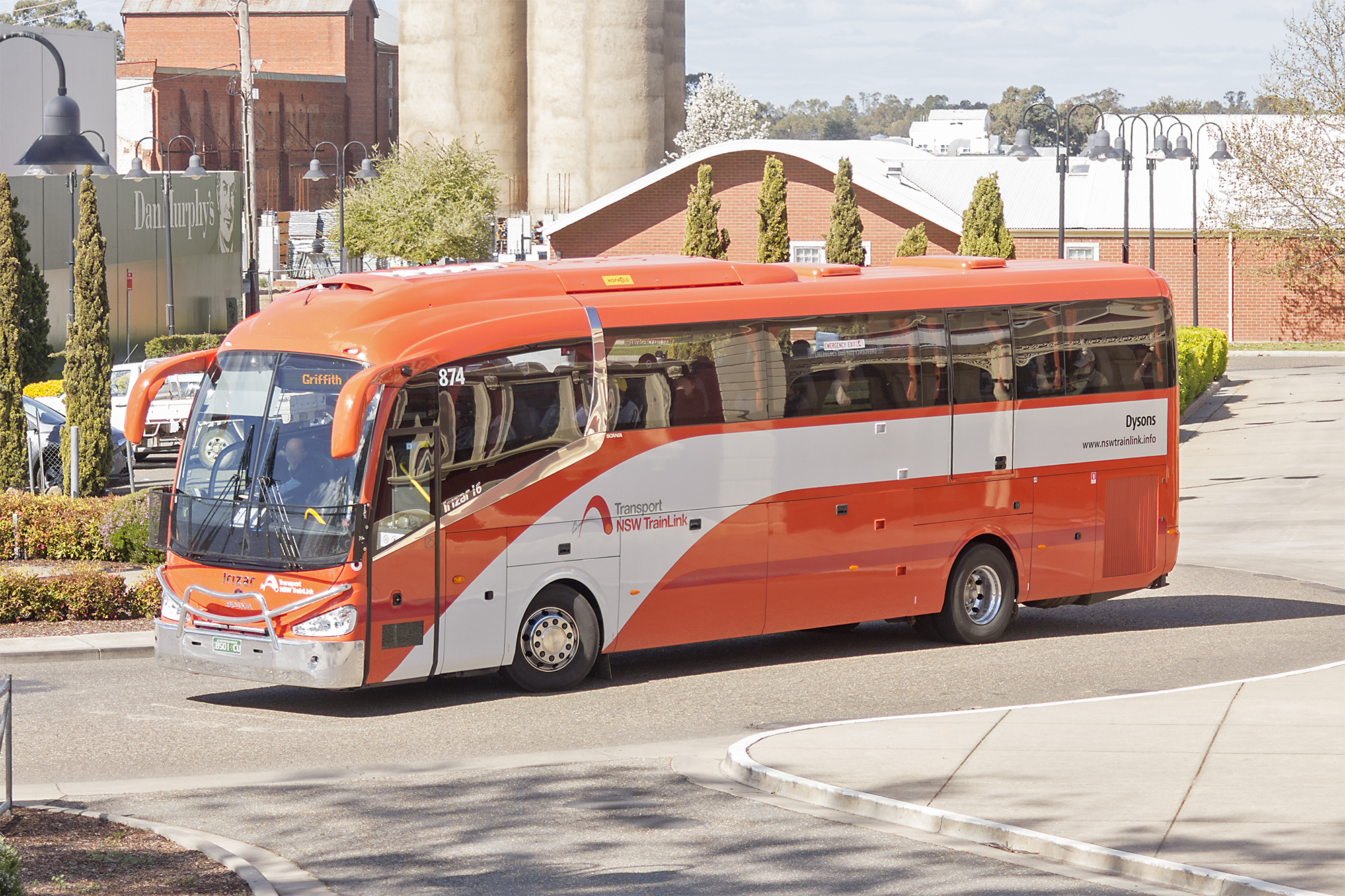
新州鐵路的城際巴士

新州鐵路提供巴士服務連接火車站與城鎮。

## 使用車輛

### 城際服務
| 車型              | 圖片 | 類型     | 最高速度 | 最高速度 | 車輛總數                                    | 營運路線                                                                 | 製造年份    |
| 車型              | 圖片 | 類型     | km/h     | mph      | 車輛總數                                    | 營運路線                                                                 | 製造年份    |
| ----------------- | ---- | -------- | -------- | -------- | ------------------------------------------- | ------------------------------------------------------------------------ | ----------- |
| V set             |      | 電動列車 | 115      | 72       | 196                                         | 中海岸及紐卡素線 藍山線                                                  | 1977-1989年 |
| T set             |      | 電動列車 | 115      | 72       | 447（與悉尼列車共用）                       | 南海岸線（瀑布至肯布拉港）                                               | 1987-1995年 |
| Endeavour railcar |      | 柴油列車 | 145      | 90       | 28                                          | 藍山線（Bathurst Bullet） 獵人谷線 南海岸線（凱阿瑪至博馬德里） 南高地線 | 1994-1996年 |
| Hunter railcar    |      | 柴油列車 | 145      | 90       | 14                                          | 獵人谷線                                                                 | 2006年      |
| H set             |      | 電動列車 | 130      | 81       | 221（與悉尼列車共用，全數將轉移至悉尼列車） | 中海岸及紐卡素線 南海岸線                                                | 2006-2012年 |

### 區域及跨州服務
| 車型    | 圖片 | 類型           | 最高速度 | 最高速度 | 車輛總數          | 營運路線         | 製造年份    |
| 車型    | 圖片 | 類型           | km/h     | mph      | 車輛總數          | 營運路線         | 製造年份    |
| ------- | ---- | -------------- | -------- | -------- | ----------------- | ---------------- | ----------- |
| XPT     |      | 鐵路機車及車廂 | 160      | 100      | 19輛機車 60輛車廂 | 北岸線 西線 南線 | 1981-1994年 |
| Xplorer |      | 柴油列車       | 145      | 90       | 23                | 西北線 西線 南線 | 1993年      |

## 收費

### 票務
現時新州鐵路的城際線火車站採用澳寶卡（Opal Card）無接觸式電子收費系統。在2016年1月起，新州鐵路城際線正式停用於1992年推出的磁帶式車票，並轉用澳寶卡。使用澳寶卡乘搭新州鐵路的城際線、悉尼列車及悉尼地鐵只作一次收費計算，澳寶卡亦適用於巴士、渡輪及輕軌服務，但各有不同收費。
另一方面，區域及跨州線的火車票則需要在網上、電話或中央站的售票處提早訂購，並且使用紙車票，不用澳寶卡支付。
與澳洲其他城市的票務系統不同，悉尼列車和新州鐵路的票價系統是按距離收費的。

## 外部連結
- 新州鐵路官方網站 （页面存档备份，存于）
- 預訂NSW TrainLink長途車票步驟(普通話) - 新州交通局Youtube官方頻道 （页面存档备份，存于）
- 預訂NSW TrainLink長途車票步驟(廣東話) - 新州交通局Youtube官方頻道 （页面存档备份，存于）